# 朗格冰原

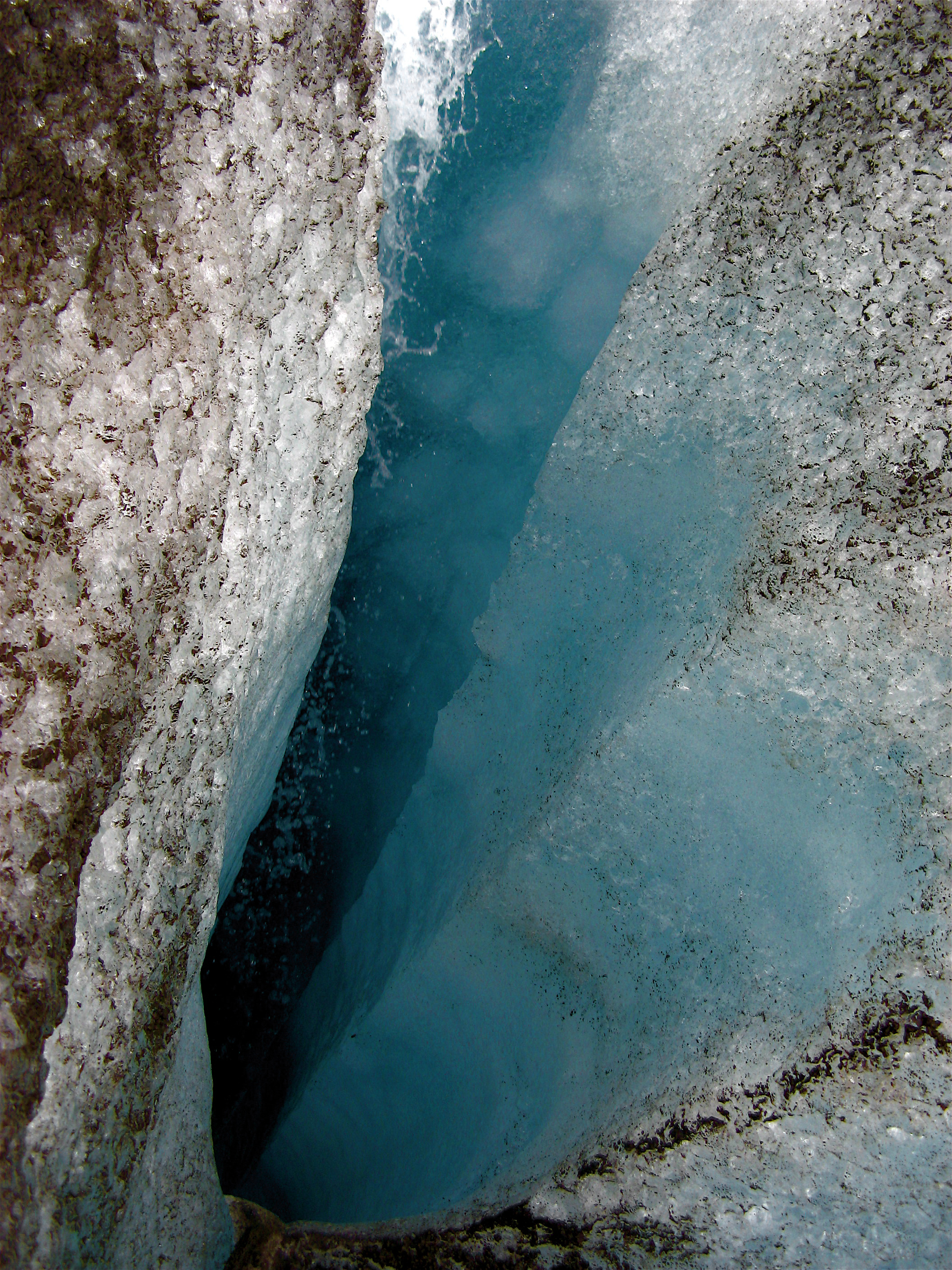
朗格冰原的裂缝

朗格冰原（Langjökull）为冰岛第二大冰川，仅次于瓦特纳冰原，面积为1.021 km2。它位于冰岛内陆的西部，并且从赫伊卡达勒可以清晰地看到它。
其最高峰为1360米，具体地理位置为64°45′N 19°59′W / 64.750°N 19.983°W。
在流行文化中，1999年科幻电影《铁巨人》里，铁巨人在核爆炸后变成碎片，掉入这个冰川，之后重新组装自己。